# Elvire
De Elvire is een rivier in de regio Kimberley in West-Australië.

## Geschiedenis
De Elvire werd in 1884 door landmeter H.F. Johnston naar Margaret Elvire Forrest, de echtgenote van toenmalig commissaris van het kroonland en landmeter-generaal John Forrest, vernoemd. Datzelfde jaar vond de geoloog Hardman goud langs de rivier.

## Geografie
De Elvire ontstaat ten noorden van Halls Creek, onder Mount Barrett. De rivier stroomt eerst naar het oosten en vervolgens naar het noorden om na 127 kilometer in de rivier de Panton uit te monden. De Panton is een zijrivier van de Ord.
De rivier wordt door onder meer onderstaande tien waterlopen gevoed:
- Halls Creek (354 m)
- Poverty Gully (325 m)
- Saunders Gully (315 m)
- Gentle Annie Creek (300 m)
- Black Elvire River (296 m)
- Johnston River (281 m)
- Bream Gorge (269 m)
- Castle Creek (261 m)
- Addie Creek (260 m)
- Mountain Creek (247 m)

Caroline Pool is een permanente waterplas in de rivier nabij Halls Creek.